# 干治士
干治士（英語：George Candidius，1597年—1647年），又譯甘地丟斯、康第紐斯、康德、甘地紐士或甘迪紐斯，生於德國普法爾茨的基爾夏爾特，是荷蘭改革宗教會的宣教士，也是首位來台的新教牧師(1627-31年，1633-37年):36。干治士以其生活在新港社的經驗，寫下的《福爾摩沙島的對話與簡短的故事》（荷蘭語:Discourse ende cort verhael van't eylant Formosa），或譯《台灣略記》、《台灣島要略》，描述了當時西拉雅族的社會組織、宗教及風俗習慣。他也編寫了西拉雅語辭典，把祈禱文和教理問答書翻譯成西拉雅語，為之後的宣教奠定基礎。為了紀念他的事蹟，19世紀來台的甘為霖牧師，特別以干治士湖來命名日月潭(1873年)。

## 早年
干治士生於德意志民族神聖羅馬帝國的基爾夏特，為躲避三十年戰爭而離開故鄉，前往荷蘭萊頓大學神學院就讀。2年後，干治士通過牧師資格考試，任職於荷蘭東印度公司。干治士原本預計到科羅曼德爾海岸宣教，不過此地已有了牧師，只好轉往德那第島。干治士上任後，發現依照公司與本地伊斯蘭君主所訂定的條約，荷蘭人雖然可以在此宣教，卻不能替任何人洗禮為基督徒。干治士因此和德那第長官發生爭執，而被調往台灣任職。

## 前期宣教
干治士於1627年抵達臺灣，但確切的日期有數種說法。例如甘為霖《荷蘭時代的福爾摩沙》（Formosa under the Dutch）一書便寫說是該年的5月4日抵臺:108:156，但該書2017年中文版翻譯第206頁的註釋則寫說是8月27日:206。此外還有該年6月的說法:36。
甘治士來臺後受命主持熱蘭遮城的宗教事務，他卻前往新港社宣教，同時學習西拉雅語。此時西拉雅部落之間常爆發衝突，新港社尤其深感北方麻豆社的威脅，為了爭取荷蘭人的支持，村民接受干治士居住於此。原本干治士抱持很大的期望到新港社宣教，居住一陣子後，卻發現不如所想的簡單。西拉雅人不少風俗都違背基督教的教義，如膜拜神像、墮胎等；加上西拉雅人相當尊敬傳統女祭司—尪姨，他們擔心若背離尪姨的教導，將會失去諸神的保庇:38。
1628年8月，受濱田彌兵衛事件所波及，新港社開始盛傳荷蘭人將不再保護自己，並打算把他們逐出村莊:38、39。面對此種謠言，干治士希望彼得·奴易茲長官能出面澄清，承諾荷蘭人將會保護新港社，並且以長官權威來制止尪姨的影響力。不過奴易茲只答應拜訪新港社，以干治士的名義贈送禮物給村內長老，而未介入新港社事務。
12月，干治士完成了《台灣略記》後，便向奴易茲提出自己的宣教理念。他希望把歐洲司法制度引進西拉雅部落，藉由懲罰他們違背基督教義的行為，引導西拉雅人接受基督教。不過奴易茲認為這需要不少人力，又耗費很多時間，拒絕干治士的提議。
1629年1月，奴易茲突然改變對新港社的立場，率軍突襲新港社，強行監禁隨濱田彌兵衛到日本的新港人。這時干治士正於熱蘭遮城主持禮拜，等到干治士回到新港社，族人已不再信任他。6月，又發生了麻豆溪事件，麻豆人大勝荷蘭人，新港社也被麻豆人劫掠，干治士只得退回熱蘭遮城。
西拉雅人往往把戰事上的成敗，歸因於有無神明保庇，所以在西拉雅人眼裡，荷軍受挫於麻豆溪事件，也就表示基督的法力不如西拉雅諸神。為了挽回荷蘭人的威望，干治士鼓動新任長官漢斯·普特曼斯進攻新港社的敵對部落。後來幾場戰事的勝利，讓新港人開始認同基督教，到了1631年3月，共有50位新港人接受干治士洗禮成為基督徒。
干治士對當時臺灣先住民描述道：「福爾摩沙人都很友善、忠實和善良。他們對外來人也很好客，以十分的誠意按照他們的方式拿出食物和飲料。…福爾摩沙人對朋友和盟友非常忠實...他們有很好的理解力，記憶力特別強，很容易明白和記住任何事情。」

## 退隱
同年10月，雖然台灣的宣教事業已有初步進展，干治士因為公司不同意替自己加薪，任期屆滿後就離開了台灣，回到巴達維亞。之後，干治士和雅克·斯佩克斯總督的女兒Saartje Specx結婚。1633年，干治士再次前來台灣，普特曼斯遂答應在新港社蓋一間石房，供干治士夫妻居住。此時干治士已退居幕後，宣教事務大多由繼任者羅伯圖斯·尤紐斯負責。到了1637年，干治士的任期再次屆滿，就決定返回荷蘭。1643年，干治士再次來到巴達維亞，擔任拉丁文學校校長兼圖書館館長。1647年4月，干治士於巴達維亞過世。

## 西拉雅文化
干治士牧師的《台灣略記》紀錄了西拉雅文化，西拉雅人原來是多神信仰，干治士牧師指出，由於原住民沒有文字可以紀錄，宗教經驗靠口述的傳承，只要切斷這個口述傳統，就會和以前失去連結。經過荷蘭喀爾文宗教會的佈道，在三十幾年之後，西拉雅人改變信仰型態，變成只有崇拜阿立祖的信仰，先前祖先所拜的神明的名字已經在新一代的西拉雅人的記憶中消失。
干治士於1628年1月提到，大武壠社與新港社、蕭壟社等西拉雅族部落有相同的風俗、語言與信仰，但美國語言學家費羅禮（Raleigh Ferrell）在分析荷蘭時期各史料後發現這是個錯誤的分類，直指「大武壠族顯然是個在文化語言上，均顯著不同的族群」，並質疑干治士對大武壠社根本不了解，「幾乎可確定的是，（甘治士）他在 1628 年提出那段有名的說法（指干治士宣稱包含大武壠社在內的八個部落同屬西拉雅族）時，根本還未到過大武壠社。荷蘭人第一次拜訪大武壠社是在 1636 年 1 月⋯⋯。」